# Stadionul Shizuoka
Stadionul Shizuoka ECOPA (în japoneză 静岡 ス タ ジ ア ム ・ エ コ) este un stadion sportiv folosit în principal pentru fotbal. Stadionul se află în orașul Fukuroi, Prefectura Shizuoka, Japonia, deși stadionul în sine este doar piesa centrală a celui mai mare parc sportiv Ogasayama, care se extinde în Kakegawa. Capacitatea stadionului este de 50.889 de locuri. Acum este locul principal pentru evenimente sportive majore din Prefectura Shizuoka, inclusiv pista și terenul, pentru care este echipat complet.